# 로버트 모리슨 매키버
로버트 모리슨 매키버(Robert Morrison MacIver, 1882년 4월 17일 ~ 1970년 6월 15일)는 미국의 사회학자이다.
사회란 사람과의 의욕에 의한 관계이며, 그 구체적 표현으로서 사회를 커뮤니티(Community, 공동사회)와 어소시에이션(Association, 협회)으로 2분하고 양자의 상호관계에서 취급하려 하였다.
그는 사회학자로서 진정한 민주주의를 알기 위한 설명을 진행하였는데, 여기에는 언론의 자유, 집회와 결사의 자유, 평화적 정권 교체의 자유, 투표와 선거의 자유, 민주적 선거 절차의 확립 등이 있다.
이 항목에 자신의 나라 체계가 하나라도 '아니요'라는 답변이 나올 시에, 그 국가는 민주주의국가라고 볼 수 없다.